# 쓰다 가즈키
쓰다 가즈키(일본어: 津田 和樹, 1982년 7월 26일 ~ )는 일본의 전 축구 선수이다.

## 구단 경력
과거 시미즈 에스펄스, 방포레 고후, FC 마치다 젤비아에서 활동하였다.